# Sher Machado
Sher Machado, também conhecida como Transcurecer, é uma streamer brasileira.

## Biografia
Sher Machado nasceu em Nilópolis, no Rio de Janeiro. Começou a fazer parte do "mundo dos jogos" aos sete anos de idade. Crescendo durante a década de 1990 e década de 2000, relata que sofria preconceito em jogos online. Em 2015 descobriu o jogo League of Legends, indo também a eventos assistir ao Campeonato Brasileiro de League of Legends (CBLOL). Na época, não se sentia representada, pois via que o cenário continha apenas homens cis, héteros e brancos. Além disso, ainda não havia feito sua transição para mulher trans. Em 2016, fez sua primeira transmissão ao vivo (stream) na casa de um amigo, carreira que gostaria de seguir, mas não tinha um bom computador para isso.
Em 2019, passou a fazer parte do Capacitrans, projeto voltado para capacitar pessoas trans "para se tornarem as próprias chefes no mercado de trabalho, sem depender tanto do sistema para construir uma carreira". Posteriormente, se tornou secretária geral do projeto. Integra ainda o time Wakanda Streamers, nascido em 2018 com o objetivo de reunir e dar suporte à comunidade negra, e é também embaixadora do Ceres Trans, projeto do fotógrafo Caio Oliver que dá visibilidade para modelos negras trans. Nessa época, começou a fazer licenciatura em física.
Em 2020, durante a pandemia de COVID-19, se "reinventou" e começou a produzir conteúdo para a Internet e abriu um financiamento coletivo, coisa que Sher descreveu como o "pontapé inicial" para iniciar sua carreira de streamer. No mês de julho, conseguiu comprar um novo computador, com a ajuda da influenciadora Nath Finanças. Suas streams são normalmente de jogos da Riot Games, como League of Legends, Valorant e Teamfight Tactics. Seu canal no YouTube foi criado no mesmo ano com o nome "Transcurecer".
Sher recebeu, no final de 2020, uma proposta para desenvolver um projeto em parceria com a STrigi Manse, uma organização de esporte eletrônico (esports) notável por seu apoio à diversidade. Decidiu então fazer a Copa Rebecca Heineman (CRH), dedicado exclusivamente para pessoas trans. O nome é em homenagem a Rebecca Heineman, primeira pessoa a vencer um campeonato de esports nos Estados Unidos e mulher trans. A primeira edição ocorreu em 29 de janeiro de 2021, Dia Nacional da Visibilidade Trans. Com a repercussão desse evento, que foi internacional, foi chamada para fazer parte da organização de esports brasileira INTZ em fevereiro, se tornando a primeira mulher trans a ser contratada por uma organização de esports no país. Uma segunda edição ocorreu em julho de 2022.
Sher estrelou a série documental Mundo Invisível dos Gamers, lançada no HBO em 7 de maio de 2024.

## Prêmios e indicações
| Ano  | Premiação   | Categoria                | Trabalho     | Resultado | Ref.   |
| ---- | ----------- | ------------------------ | ------------ | --------- | ------ |
| 2022 | CCXP Awards | Melhor Streamer Feminina | Transcurecer | Venceu    | [ 15 ] |